# Федеральний департамент фінансів Швейцарії
Федеральний департамент фінансів — фінансове відомство Швейцарії, один з семи департаментів уряду Швейцарії, який входить до складу Федеральної адміністрації Швейцарії. Департамент завжди очолює один з членів Федеральної ради Швейцарії, яка виконує роль колективного голови держави. З 2023 року департамент очолює Карін Келлер-Зуттер.
До завдань департаменту входить управління федеральними фінансами, збір податків, обслуговування федерального бюджету та здійснення фінансової політики. Департамент збирає податки і митні збори, а Прикордонна служба Швейцарії, що входить до складу департаменту, контролює переміщення людей та товарів на кордоні. Федеральний департамент фінансів Швейцарії також надає послуги для всієї федеральної адміністрації, від ІТ та людських ресурсів до будівель та логістики.
Департамент розташовується в палаці Бернергоф у Берні, прямо поруч із Федеральним палацом. Ця установа була створена в 1848 році, коли почала діяти Федеральна конституція Швейцарії, тобто була створена разом із самою Швейцарською Конфедерацією. Із самого початку існування ця установа називалась «Департаментом фінансів». У 1873 році її перейменували на «Департамент фінансів і митниці», але в 1978 році повернули початкову назву.

## Структура
Департамент складається з таких офісів:
- Генеральний секретаріат, який також включає Федеральний стратегічний офіс з питань IT.
- Федеральна фінансова адміністрація — відповідає за бюджет, фінансове планування, здійснення фінансової політики, виконує функції федерального казначейства та відповідає за фінансовий баланс між конфедерацією та кантонами. Також під його керівництвом працює Швейцарський монетний двір.
- Федеральний офіс з персоналу — відповідає за управління людськими ресурсами, здійснення політики щодо персоналу та організацію навчання персоналу.
- Федеральна податкова адміністрація — відповідає за збір федеральних податків та за застосування федеральних податкових законів у кантонах.
- Федеральна митна адміністрація — відповідає за моніторинг імпорту, експорту та транзиту товарів, за митні збори, транспортні збори та податки. До її складу входить Прикордонна служба Швейцарії, яка охороняє швейцарський державний кордон і виконує функції митниці.
- Швейцарська алкогольна рада — регулює ринок алкоголю.
- Федеральний офіс інформаційних технологій, систем та телекомунікацій — надає технологічні послуги для всієї Федеральної адміністрації.
- Федеральний офіс будівель та логістики — відповідає за управління власністю, центральні закупівлі товарів нетривалого користування, за федеральні публікації та випуск швейцарських паспортів.
- Державний секретаріат з міжнародних фінансових питань — відстоює інтереси Швейцарії в міжнародних фінансових, податкових та монетарних справах, просуває конкурентну економіку на міжнародному рівні.

Також є незалежні органи, які лише адміністративно відносяться до Департаменту фінансів:
- Швейцарський федеральний офіс аудиту — перевіряє бухгалтерську діяльність федерального уряду, інших державних інституцій та отримувачів грантів чи субсидій, перевіряє ефективність витрат і чи були кошти витрачені за призначенням.
- Швейцарський орган надзору за фінансовими ринками — регулює діяльність банків, страхових компаній, торговців цінними паперами, інвестиційних фондів та фондових бірж, а також регулює розкриття інформації про акціонерів та передачу боргів.
- Федеральний пенсійний фон — забезпечує пенсію для працівників Федеральної адміністрації та інших гілок федерального уряду й організацій, асоційованих з ним.[6]

## Керівники департаменту
- Мартін Йозеф Мунцінгер (1848—1850)
- Анрі Дрюе (1851)
- Мартін Йозеф Мунцінгер (1852)
- Анрі Дрюе (1853—1855)
- Йозеф Мартін Кнюзель (1855—1856)
- Якоб Штемпфлі (1857—1858)
- Констан Форнеро (1859—1861)
- Йозеф Мартін Кнюзель (1862—1863)
- Жан-Жак Шале-Венель (1864—1867)
- Віктор Руффі (1868)
- Жан-Жак Шале-Венель (1869)
- Поль Серезоль (1870—1871)
- Карл Шенк (1872)
- Йоган Якоб Шерер (1872—1873)
- Вільгельм Матіас Нефф (1873—1875)
- Бернгарт Хаммер (1876—1878)
- Сімон Бав'є (1879)
- Бернгарт Хаммер (1880—1890)
- Вальтер Хаузер (1891—1899)
- Робер Комтес (1900)
- Вальтер Хаузер (1901—1902)
- Робер Комтес (1903)
- Марк-Еміль Рюше (1904)
- Робер Комтес (1905—1909)
- Йозеф Антон Шобінгер (1910)
- Робер Комтес (1911)
- Джузеппе Мотта (1912—1919)
- Жан-Марі Мюзі (1920—1934)
- Альберт Меєр (1934—1938)
- Ернст Веттер (1939—1943)
- Ернст Нобс (1944—1951)
- Макс Вебер (1952—1954)
- Ганс Штройлі (1954—1959)
- Жан Бургкнехт (1960—1962)
- Рожер Бонвен (1962—1968)
- Нелло Челіо (1968—1973)
- Жорж-Андре Шевалла (1974—1979)
- Віллі Річард (1980—1983)
- Отто Штіх (1984—1995)
- Каспар Філлігер (1996—2003)
- Ганс-Рудольф Мерц (2004—2010)
- Евелін Відмер-Шлумпф (2010—2016)
- Улі Маурер (2016-2023)
- Карін Келлер-Зуттер (з 2023)[7]